# الحجج المؤيدة والمعارضة لحظر المخدرات

## الفعالية
قوانين المخدرات مُجدية
يدعي مؤيدو الحظر أن قوانين المخدرات تمتلك سجلًا حافلًا بالنجاحات في قمع تعاطي المخدرات غير المشروعة منذ تقديمها في فترة 1910. تصل معدلات استهلاك الكحول المشروع الحالية (في آخر 12 شهرًا) إلى 80-90% من السكان الذين تزيد أعمارهم عن 14 عامًا، وتاريخيًا، كان للتبغ معدلات استهلاك حالية تصل إلى 60% من بين السكان البالغين، ومع ذلك، فإن النسب المئوية التي تستخدم المخدرات غير المشروعة حاليًا في دول منظمة التعاون الاقتصادي والتنمية تقل عمومًا عن 1% من السكان باستثناء القنب إذ يتراوح معظمهم بين 3% و 10%، وبنسبة 11% و 17% في ست دول.
في فترة الخمسين عامًا التي أعقبت الاتفاقية الدولية 1912 الأولى التي تقيّد تعاطي الأفيون والهيروين والكوكايين، بدأت نسبة تعاطي الولايات المتحدة للمخدرات غير المشروعة بخلاف القنب تقل بشكل تدريجي من بين 0،5% من السكان إذ ارتفعت نسبة استهلاك القنب إلى 1-2% من السكان بين عامي 1955 و 1965. مع ظهور حركة مكافحة الثقافة منذ أواخر الخمسينيات من القرن الماضي، حيث تم الترويج لتعاطي المخدرات غير المشروعة على أنها تعمل على تنشيط العقل وبأنها غير ضارة نسبيًا، وبدأت نسبة تعاطي المخدرات غير المشروعة يزداد إلى حد كبير. مع بلوغ تعاطي المخدرات غير المشروعة ذروته في السبعينيات في الولايات المتحدة تزامنًا حملة «فقط قل لا»، التي بدأت تحت رعاية نانسي ريغان، مع انخفاض نسبة تعاطي المخدرات غير المشروعة مؤخرًا (الشهر الماضي) من 14,1% في عام 1979 إلى 5,8% في عام 1992، بمعدل انخفاض وصل إلى 60%.
في مارس عام 2007، وجّه أنطونيو ماريا كوستا، المدير التنفيذي السابق لمكتب الأمم المتحدة المعني بالمخدرات والجريمة، الانتباه إلى سياسة السويد في مجال المخدرات، قائلًا:
إن السويد مثالًا ممتازًا. يمثل تعاطي المخدرات ثلث المتوسط الأوروبي فقط بينما يبلغ الإنفاق على مكافحة المخدرات ثلاثة أضعاف متوسط الاتحاد الأوروبي. على مدى ثلاثة عقود، اتبعت السويد سياسات متسقة ومتماسكة لمكافحة المخدرات بغض النظر عن الطرف الذي يتولى السلطة. ثمّة تركيز قوي على الوقاية أيضًا وتشديد على قوانين المخدرات بشكل تدريجي وإتاحة فرص واسعة النطاق للعلاج وإعادة التأهيل للمستخدمين. تأخذ الشرطة جرائم المخدرات على محمل الجد. ويجب على الحكومات والمجتمعات الحفاظ على أعصابها وتجنب التأثر بمفاهيم التسامح المضللة. ويجب ألا تغيب عن بالنا حقيقة أن المخدرات غير المشروعة خطيرة - ولهذا السبب وافق العالم على تقييدها.
- أنطونيو ماريا كوستا، المدير التنفيذي لمكتب الأمم المتحدة المعني بالمخدرات والجريمة (مارس 2007).
اعتبارًا من عام 2007 في أوروبا، تنفق السويد ثاني أعلى نسبة من الناتج المحلي الإجمالي، بعد هولندا، على مكافحة المخدرات. يجادل المكتب بأنه عندما خفضت السويد الإنفاق على التعليم وإعادة التأهيل في التسعينات في سياق ارتفاع معدل البطالة بين الشباب وانخفاض نمو الناتج المحلي الإجمالي، ارتفعت نسبة تعاطي المخدرات غير المشروعة، لكن استعادة الإنفاق من 2002 انخفض مرة أخرى بشكل سريع بحسب ما تشير الدراسات الاستقصائية للطلاب. في عام 1998، وجد استطلاع أجرته شركة كانتار سيفو على 1000 شخص سويدي أن 96% أرادوا اتخاذ إجراءات أكثر صرامةً من قِبَل الحكومة لوقف تعاطي المخدرات، و 95% أرادوا أن يبقى تعاطي المخدرات غير قانونيًا.
قال أنطونيو ماريا كوستا، منتقدًا الحكومات التي خففت قوانين المخدرات الخاصة بها، متحدثًا في واشنطن قُبيل إطلاق تقرير المخدرات العالمي في يونيو عام 2006:
بعد سنوات عديدة من الخبرة في مجال مكافحة المخدرات، نعلم الآن أن اتباع استراتيجية متماسكة طويلة الأمد يمكن أن يقلل من عرض المخدرات والطلب عليها والاتجار بها. وفي حال لم يحدث ذلك، فسيكون السبب في ذلك أن بعض الدول لا تأخذ مسألة المخدرات بجدية كافية وتتبع سياسات غير ملائمة. تعاني العديد من البلدان من مشكلة المخدرات التي تستحقها في الأصل.